# Bostra vacca
Bostra vacca är en insektsart som beskrevs av Ludwig Redtenbacher 1908. Bostra vacca ingår i släktet Bostra och familjen Diapheromeridae. Inga underarter finns listade.